# Blutapfel

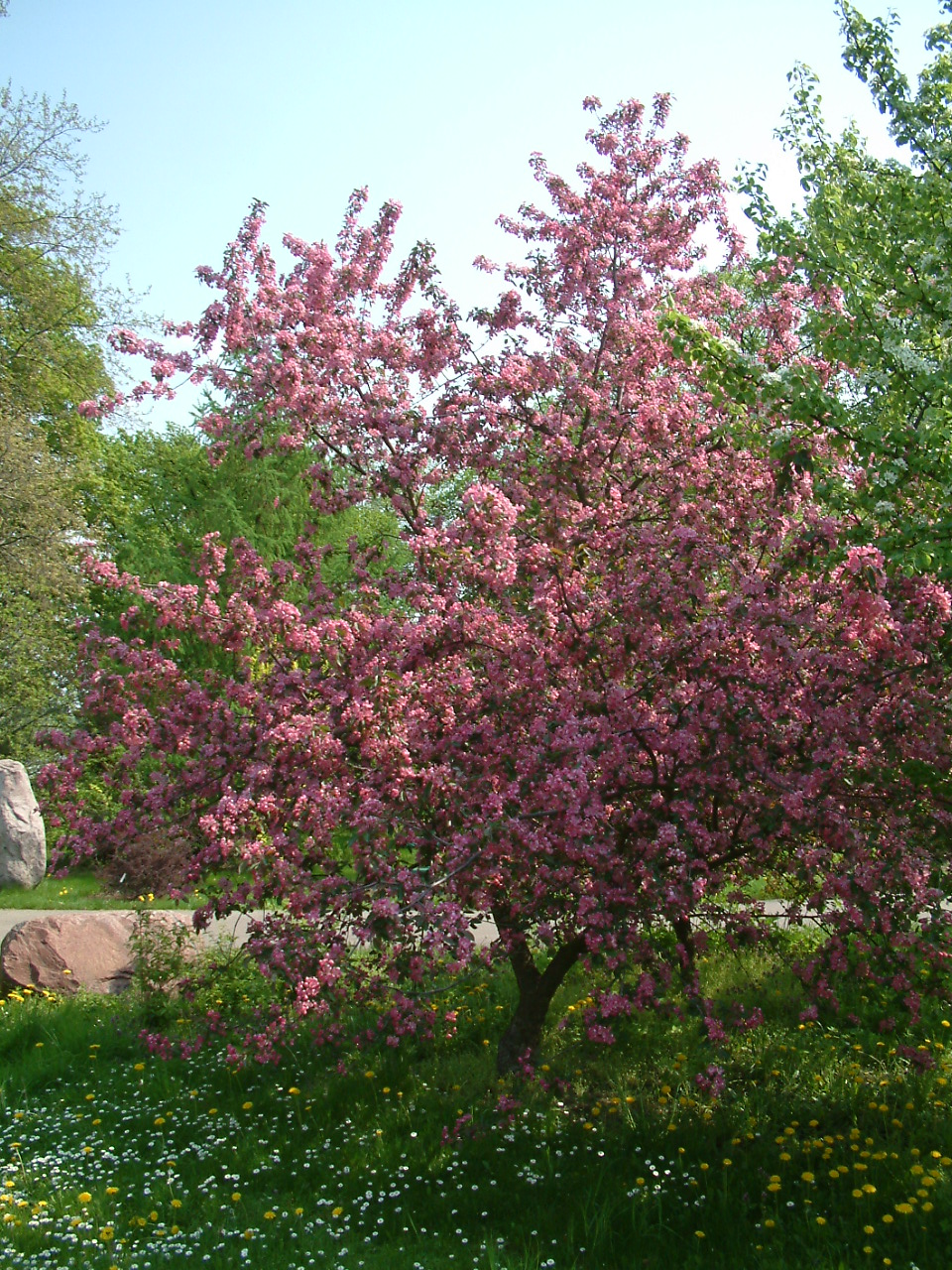
Blühender Baum

Der Blutapfel (Malus ×purpurea (A.Barbier) Rehder) oder Purpurapfel ist eine durch Kreuzung aus Arten der Gattung Äpfel (Malus) gezüchtete Hybride. Sie wird aufgrund der dekorativen Blüten und der auffallenden Früchte häufig als Ziergehölz aber auch als Bienenweide verwendet.

## Beschreibung

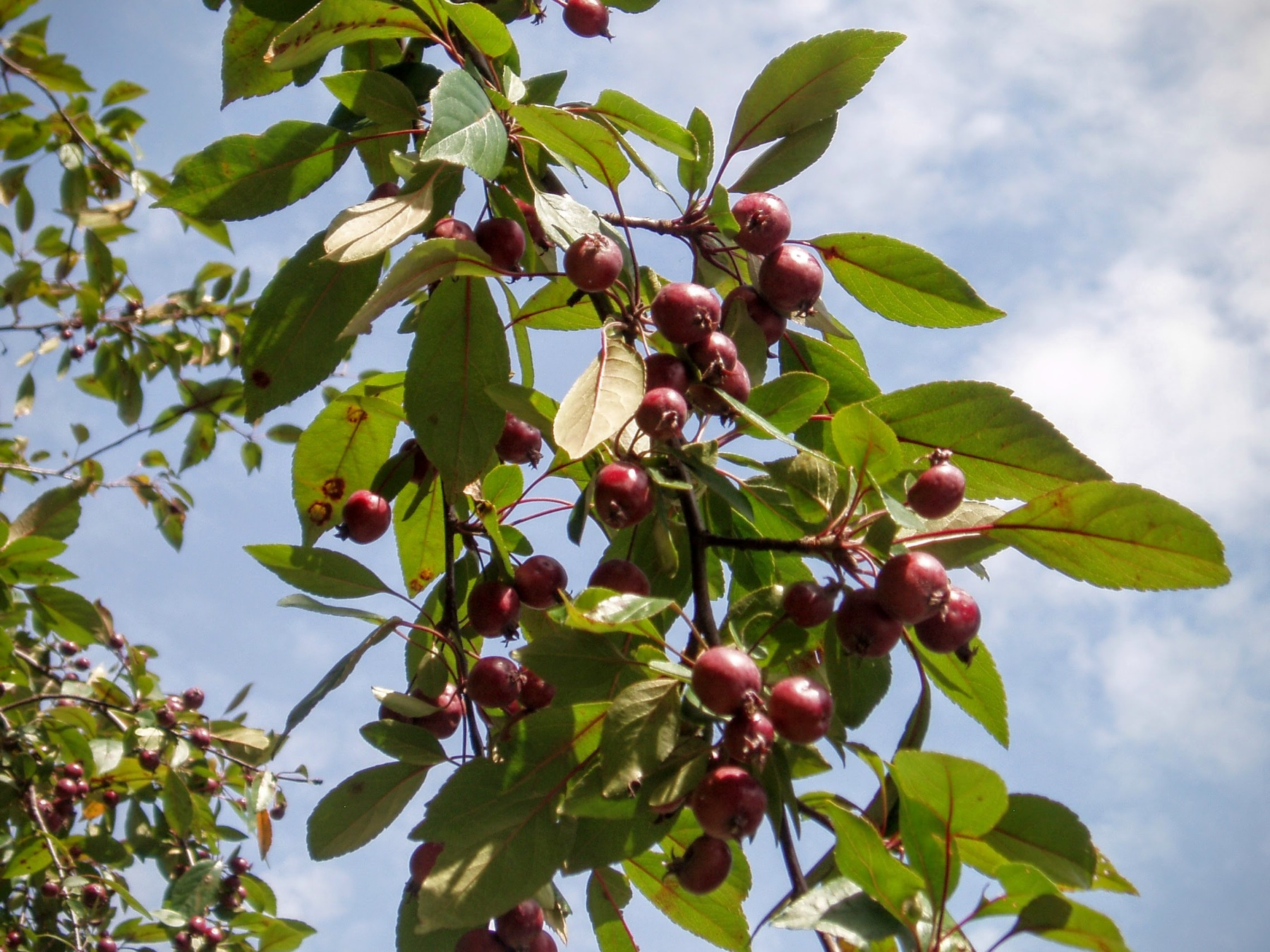
Ein Zweig mit Früchten

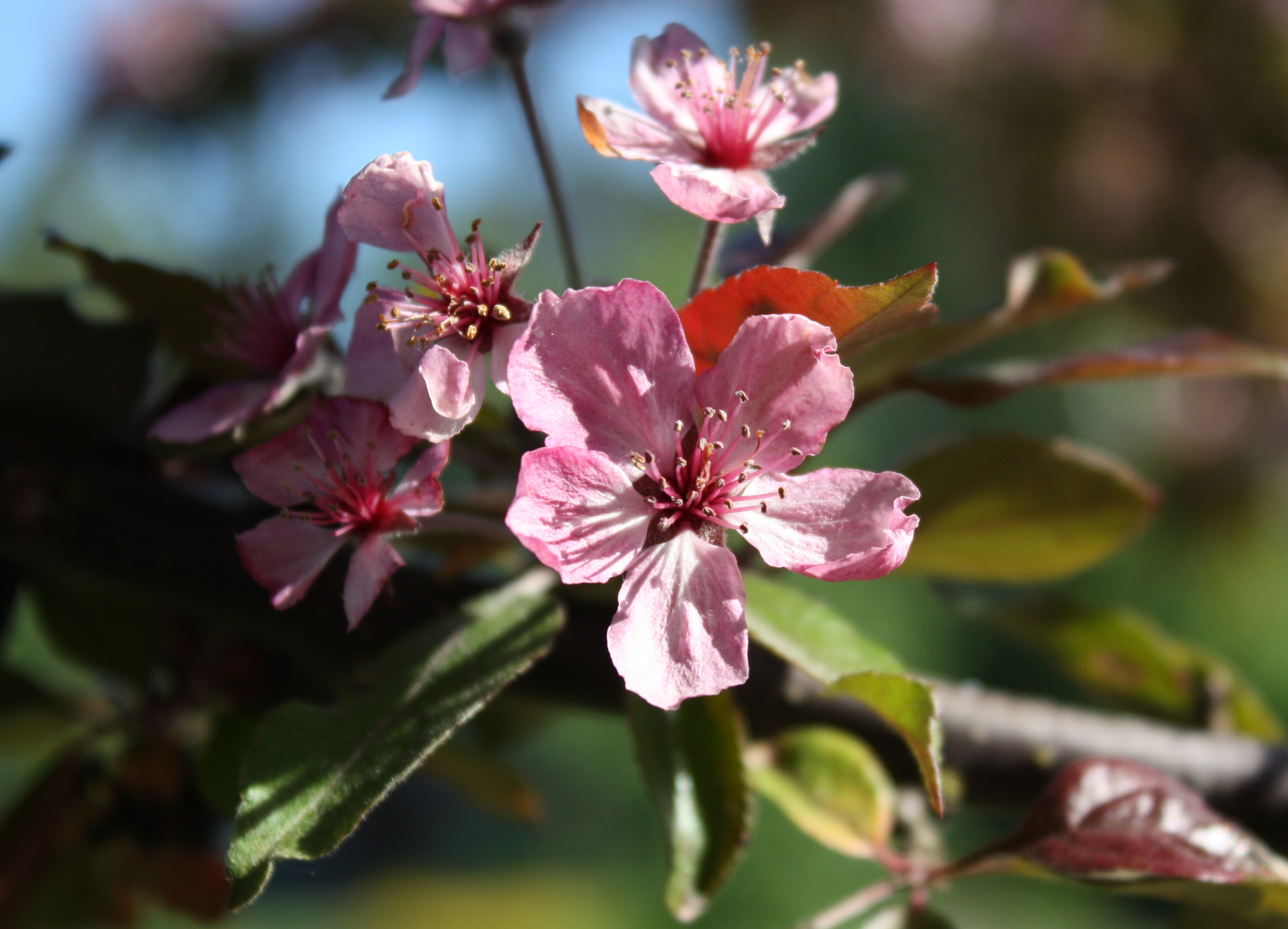
Blüten der Sorte 'Linnanmäki'

Der Blutapfel ist ein 6 bis 8 Meter hoher, starkwüchsiger Baum mit dunkler und manchmal glänzender Rinde und schwarzroten Zweigen.
Die Blätter sind 8 bis 9 Zentimeter lang, eiförmig, spitz und kerbig gesägt, oder an Langtrieben auch leicht gelappt. Die Blattoberseite ist kahl und glänzend, die Unterseite schwach behaart. Junge Blätter sind braunrot und färben sich später dunkelgrün.
Die dünnen Blütenstiele sind 2,5 bis 3 Zentimeter lang. Die zwittrigen, fünfzähligen Blüten sind bei einem Durchmesser von 3 bis 4 Zentimeter radiärsymmetrisch mit doppelter Blütenhülle. Die fünf freien Kronblätter sind anfangs purpurrot, verblassen jedoch rasch. Die lang gestielten Früchte weisen einen Durchmesser von 1,5 bis 2,5 Zentimeter auf, sind meist glänzend, verfärben sich bei Reife purpurrot und schmecken herb. Die fünf Kelchblätter bleiben an der Frucht erhalten. Der Blutapfel blüht von April bis Mai.

## Standort
Der Blutapfel ist ein anspruchsvolles, aber anpassungsfähiges Gehölz. Er wächst am besten auf frischen bis feuchten, schwach sauren bis alkalischen, lehmigen Böden an sonnigen bis lichtschattigen Standorten. Der Blutapfel ist wärmeliebend und meist frosthart.

## Systematik
Der Blutapfel ist eine Kreuzung aus dem Karmesinroten Holz-Apfel (Malus ×atrosaguinea (hort. ex Späth) C.K.Schneid., ebenfalls ein Hybride) und dem Johannis-Apfel (Malus pumila Mill.). Die Erstbeschreibung erfolgte 1910 durch A. Barbier als Varietät des Japanischen Wildapfels (Malus floribunda var. purpurea, Basionym), und wurde von Alfred Rehder 1920 in Journal of the Arnold Arboretum, Band 2, S. 57 als Hybride Malus ×purpurea eingestuft.
Malus ×purpurea gehört in die Sektion Malus in der Gattung Malus.

## Verwendung
Der Blutapfel wird wegen seiner dekorativen Blüten und der auffallenden Früchte häufig als Ziergehölz verwendet, er dient auch als Bienenweide.
Es wurden mehrere Sorten gezüchtet, darunter:
- 'Aldenhamensis' ein bis zu 8 Meter hoher Baum mit ausladenden Ästen. Die Blätter sind im Austrieb purpurfarben und färben sich später bronzebraun. Die Blüten sind schon in der Knospe purpurrot und mit sechs bis zehn Kronblättern halb gefüllt. Die stumpf bräunlichroten Früchte sind abgeplattet kugelig und haben Durchmesser von 1,5 bis 2 Zentimeter. Die Sorte ist mittelfrüh und reich blühend, mit häufig einer zweiten Blüte von September bis Oktober.[4][3]
- 'Eleyi' mit großen, glänzenden, anfangs purpurfarbenen und später grünen Blättern. Die Blüten sind 3 bis 3,5 Zentimeter breit und hell weinrot. Die Früchte haben Durchmesser von 1,5 bis 2 Zentimeter. Sie sind tiefrot und lang gestielt. Die Sorte ist sehr reich blühend und wird häufig gepflanzt.[4]

## Nachweise